# 山田政雄
山田 政雄（やまだ まさお、1953年11月15日 - ）は、日本の実業家。DOWAホールディングス代表取締役会長。元日本鉱業協会会長。信州大学経済学部卒業。新潟県生まれ。

## 経歴
- 1978年 - 同和鉱業 入社[1]
- 2006年 - DOWAホールディングス 執行役員
- 2006年 - DOWAエコシステム 代表取締役社長
- 2008年 - 小坂製錬 代表取締役社長[1]
- 2008年 - DOWAメタルマイン 取締役
- 2009年 - DOWAホールディングス 代表取締役社長[1]
- 2012年 - 日本鉱業協会 会長[2]
- 2018年 - DOWAホールディングス 代表取締役会長

## 人物
- かつては売上がほとんどなかった同社の環境部門の成長に注力した[3]。